# Grand prix du jury du Festival de Sundance
Pour les articles homonymes, voir Grand prix du jury.
Le grand prix du jury (Grand Jury Prize) est une récompense décernée lors du Festival de Sundance depuis 1985. Ce festival se déroule dans l'Utah aux États-Unis.
Il est remis dans quatre catégories :
- documentaire américain (US Documentary) ;
- documentaire international (World Cinema Documentary) ;
- fiction américaine (US Dramatic) ;
- fiction internationale (World Cinema Dramatic).

Il est également décerné au meilleur court métrage de la sélection.

## Palmarès

### Documentaire américain (US Documentary)
| Année | Film                                                       | Titre original                                        | Réalisateur                                                 | Pays       |
| ----- | ---------------------------------------------------------- | ----------------------------------------------------- | ----------------------------------------------------------- | ---------- |
| 1985  | Seventeen                                                  |                                                       | Joel DeMott et Jeff Kreines                                 | États-Unis |
| 1986  | Private Conversations: On the Set of 'Death of a Salesman' |                                                       | Christian Blackwood                                         | États-Unis |
| 1987  | Sherman's March                                            |                                                       | Ross McElwee                                                | États-Unis |
| 1988  | Beirut: The Last Home Movie                                |                                                       | Jennifer Fox                                                | États-Unis |
| 1989  | For All Mankind                                            |                                                       | Al Reinert                                                  | États-Unis |
| 1990  | H-2 Worker                                                 |                                                       | Stéphanie Black                                             | États-Unis |
| 1990  | Water and Power                                            |                                                       | Pat O'Neill                                                 | États-Unis |
| 1991  | American Dream                                             |                                                       | Barbara Kopple                                              | États-Unis |
| 1991  | Paris Is Burning                                           |                                                       | Jennie Livingston                                           | États-Unis |
| 1992  | A Brief History of Time                                    |                                                       | Errol Morris                                                | États-Unis |
| 1992  | Finding Christa                                            |                                                       | Camille Billops et James Hatch                              | États-Unis |
| 1993  | Children of Fate: Life and Death in a Sicilian Family      |                                                       | Andrew Young, Susan Todd, Michael Roemer et Robert M. Young | États-Unis |
| 1993  | Silverlake Life: The View from Here                        |                                                       | Tom Joslin et Peter Friedman                                | États-Unis |
| 1994  | Freedom on My Mind                                         |                                                       | Connie Field et Marilyn Mulford                             | États-Unis |
| 1995  | Crumb                                                      |                                                       | Terry Zwigoff                                               | États-Unis |
| 1996  | Troublesome Creek: A Midwestern                            |                                                       | Jeanne Jordan et Steven Ascher                              | États-Unis |
| 1997  | Girls Like Us                                              |                                                       | Jane Wagner et Tina Di Feliciantonio                        | États-Unis |
| 1998  | The Farm: Angola, USA                                      |                                                       | Jonathan Stack et Liz Garbus                                | États-Unis |
| 1998  | Frat House                                                 |                                                       | Todd Phillips                                               | États-Unis |
| 1999  | American Movie                                             |                                                       | Chris Smith (en)                                            | États-Unis |
| 2000  | Long Night's Journey into Day                              |                                                       | Frances Reid et Deborah Hoffmann                            | États-Unis |
| 2001  | Southern Comfort                                           |                                                       | Kate Davis                                                  | États-Unis |
| 2002  | Daughter from Danang                                       |                                                       | Gail Dolgin et Vicente Franco                               | États-Unis |
| 2003  | Capturing the Friedmans                                    |                                                       | Andrew Jarecki                                              | États-Unis |
| 2004  | DiG!                                                       |                                                       | Ondi Timoner                                                | États-Unis |
| 2005  | Why We Fight                                               |                                                       | Eugene Jarecki                                              | États-Unis |
| 2006  | God Grew Tired of Us                                       | God Grew Tired of Us: The Story of Lost Boys of Sudan | Christopher Dillon Quinn                                    | États-Unis |
| 2007  | Manda Bala (Send a Bullet)                                 |                                                       | Jason Kohn                                                  | États-Unis |
| 2008  | Trouble the Water                                          |                                                       | Tia Lessin et Carl Deal                                     | États-Unis |
| 2009  | We Live in Public                                          |                                                       | Ondi Timoner                                                | États-Unis |
| 2010  | Restrepo                                                   |                                                       | Sebastian Junger et Tim Hetherington                        | États-Unis |
| 2011  | How to Die in Oregon                                       |                                                       | Peter Richardson                                            | États-Unis |
| 2012  | The House I Live In                                        |                                                       | Eugene Jarecki                                              | États-Unis |
| 2013  | Blood Brother                                              |                                                       | Steve Hoover                                                | États-Unis |
| 2014  | Rich Hill                                                  |                                                       | Tracy Droz Tragos et Andrew Droz Palermo                    | États-Unis |
| 2015  | The Wolfpack                                               |                                                       | Crystal Moselle                                             |            |
| 2016  | Weiner                                                     |                                                       | Josh Kriegman et Elyse Steinberg                            |            |
| 2017  | Dina                                                       |                                                       | Antonio Santini et Dan Sickles                              |            |
| 2018  | Kailash                                                    |                                                       | Derek Doneen                                                |            |
| 2019  | One Child Nation                                           |                                                       | Nanfu Wang et Jialing Zhang                                 |            |
| 2020  | Boys State                                                 |                                                       | Amanda McBaine et Jesse Moss                                |            |
| 2021  | Summer of Soul                                             |                                                       | Questlove                                                   |            |
| 2022  | The Exiles                                                 |                                                       | Violet Columbus et Ben Klein                                |            |
| 2023  | Going to Mars: The Nikki Giovanni Project                  |                                                       | Joe Brewster et Michèle Stephenson                          |            |
| 2024  | Porcelain War                                              |                                                       | Brendan Bellomo et Slava Leontyev                           |            |
| 2025  | Seeds                                                      |                                                       | Brittany Shyne                                              |            |

### Documentaire international (World Cinema Documentary)
Le Grand prix du jury dans la catégorie World Cinema n'est remis que depuis 2004.
| Année | Film                        | Titre original       | Réalisateur                          | Pays                               |
| ----- | --------------------------- | -------------------- | ------------------------------------ | ---------------------------------- |
| 2005  | Shape of the Moon           | Stand van de maan    | Leonard Retel Helmrich               | Pays-Bas                           |
| 2006  | En el hoyo                  |                      | Juan Carlos Rulfo                    | Mexique                            |
| 2007  | Enemies of Happiness        | Vores lykkes fjender | Eva Mulvad                           | Danemark Norvège Finlande          |
| 2008  | Le Funambule                | Man on Wire          | James Marsh                          | Royaume-Uni États-Unis             |
| 2009  | Rough Aunties               |                      | Kim Longinotto                       | Royaume-Uni Afrique du Sud         |
| 2010  | Det Røde Kapel              |                      | Mads Brügger                         | Danemark                           |
| 2011  | Hell and Back Again         |                      | Danfung Dennis                       | Afghanistan États-Unis Royaume-Uni |
| 2012  | The Law in These Parts      | שלטון החוק           | Ra'anan Alexandrowicz                | Israël                             |
| 2013  | A River Changes Course      |                      | Kalyanee Mam                         | Cambodge États-Unis                |
| 2014  | Return to Homs              |                      | Talal Derki                          | Syrie Allemagne                    |
| 2015  | The Russian Woodpecker      |                      | Chad Gracia                          | Royaume-Uni                        |
| 2016  | Sonita                      |                      | Rokhsareh Ghaemmaghami               | Allemagne Iran Suisse              |
| 2017  | Les Derniers Hommes d'Alep  | Last Men in Aleppo   | Feras Fayyad                         | Syrie Danemark                     |
| 2018  | Djihadistes de père en fils |                      | Talal Derki                          | Syrie                              |
| 2019  | Honeyland                   |                      | Tamara Kotevska et Ljubomir Stefanov | Macédoine du Nord                  |
| 2020  | Epicentro                   |                      | Hubert Sauper                        | Autriche France                    |

### Fiction américaine (US Dramatic)
| Année | Film                                       | Titre original                                  | Réalisateur                                      | Pays       |
| ----- | ------------------------------------------ | ----------------------------------------------- | ------------------------------------------------ | ---------- |
| 1985  | Sang pour sang                             | Blood Simple                                    | Joel Coen                                        | États-Unis |
| 1986  | Smooth Talk                                |                                                 | Joyce Chopra                                     | États-Unis |
| 1987  | Waiting for the Moon                       |                                                 | Jill Godmilow                                    | États-Unis |
| 1987  | The Trouble with Dick                      |                                                 | Gary Walkow                                      | États-Unis |
| 1988  | Heat and Sunlight                          |                                                 | Rob Nilsson                                      | États-Unis |
| 1989  | True Love                                  |                                                 | Nancy Savoca                                     | États-Unis |
| 1990  | Chameleon Street                           |                                                 | Wendell B. Harris Jr. (en)                       | États-Unis |
| 1991  | Poison                                     |                                                 | Todd Haynes                                      | États-Unis |
| 1992  | In the Soup                                |                                                 | Alexandre Rockwell                               | États-Unis |
| 1993  | Ruby in Paradise                           |                                                 | Victor Nuñez                                     | États-Unis |
| 1993  | Ennemi public                              | Public Access                                   | Bryan Singer, Adam Ripp et Christopher McQuarrie | États-Unis |
| 1994  | What Happened Was...                       |                                                 | Tom Noonan                                       | États-Unis |
| 1995  | Les Frères McMullen                        | The Brothers McMullen                           | Edward Burns                                     | États-Unis |
| 1996  | Bienvenue dans l'âge ingrat                | Welcome to the Dollhouse                        | Todd Solondz                                     | États-Unis |
| 1997  | Sunday                                     |                                                 | Jonathan Nossiter                                | États-Unis |
| 1998  | Slam                                       |                                                 | Marc Levin                                       | États-Unis |
| 1999  | Trois Saisons                              | Three Seasons                                   | Tony Bui                                         | États-Unis |
| 2000  | Girlfight                                  |                                                 | Karyn Kusama                                     | États-Unis |
| 2000  | Tu peux compter sur moi                    | You Can Count on Me                             | Kenneth Lonergan                                 | États-Unis |
| 2001  | Danny Balint                               | The Believer                                    | Henry Bean                                       | États-Unis |
| 2002  | Personal Velocity: Three Portraits         |                                                 | Rebecca Miller                                   | États-Unis |
| 2003  | American Splendor                          |                                                 | Shari Springer Berman et Robert Pulcini          | États-Unis |
| 2004  | Primer                                     |                                                 | Shane Carruth                                    | États-Unis |
| 2005  | Forty Shades of Blue                       |                                                 | Ira Sachs                                        | États-Unis |
| 2006  | Echo Park, L.A.                            | Quinceañera                                     | Richard Glatzer et Wash Westmoreland             | États-Unis |
| 2007  | Padre Nuestro                              |                                                 | Christopher Zalla                                | États-Unis |
| 2008  | Frozen River                               |                                                 | Courtney Hunt                                    | États-Unis |
| 2009  | Precious                                   | Precious: Based on the Novel "Push" by Sapphire | Lee Daniels                                      | États-Unis |
| 2010  | Winter's Bone                              |                                                 | Debra Granik                                     | États-Unis |
| 2011  | À la folie                                 | Like Crazy                                      | Drake Doremus                                    | États-Unis |
| 2012  | Les Bêtes du Sud sauvage                   | Beasts of the Southern Wild                     | Benh Zeitlin                                     | États-Unis |
| 2013  | Fruitvale Station                          |                                                 | Ryan Coogler                                     | États-Unis |
| 2014  | Whiplash                                   |                                                 | Damien Chazelle                                  | États-Unis |
| 2015  | This Is Not a Love Story                   | Me and Earl and the Dying Girl                  | Alfonso Gomez-Rejon                              | États-Unis |
| 2016  | The Birth of a Nation                      |                                                 | Nate Parker                                      | États-Unis |
| 2017  | I Don't Feel at Home in This World Anymore |                                                 | Macon Blair                                      | États-Unis |
| 2018  | Come as You Are                            | The Miseducation of Cameron Post                | Desiree Akhavan                                  | États-Unis |
| 2019  | Clemency                                   |                                                 | Chinonye Chukwu                                  | États-Unis |
| 2020  | Minari                                     |                                                 | Lee Isaac Chung                                  | États-Unis |

### Fiction internationale (World Cinema Dramatic)
Le Grand prix du jury dans la catégorie World Cinema n'est remis que depuis 2004.
| Année | Film                     | Titre original              | Réalisateur                   | Pays                           |
| ----- | ------------------------ | --------------------------- | ----------------------------- | ------------------------------ |
| 2004  | Un héros                 | O Herói                     | Zézé Gamboa                   | Angola France Portugal         |
| 2005  | Shape of the Moon        | Stand van de maan           | Leonard Retel Helmrich        | Pays-Bas                       |
| 2006  | 13 Tzameti               |                             | Gela Babluani                 | France                         |
| 2007  | Adama, mon kibboutz      | אדמה משוגעת                 | Dror Shaul                    | Israël                         |
| 2008  | Ping-pongkingen          |                             | Jens Jonsson                  | Suède                          |
| 2009  | La nana                  |                             | Sebastián Silva               | Chili Mexique                  |
| 2010  | Animal Kingdom           |                             | David Michôd                  | Australie                      |
| 2011  | Happy Happy              | Sykt lykkelig               | Anne Sewitsky                 | Norvège                        |
| 2012  | Violeta                  | Violeta se Fue a Los Cielos | Andrés Wood                   | Chili Argentine Brésil Espagne |
| 2013  | Jiseul                   |                             | Muel O                        | Corée du Sud                   |
| 2014  | To Kill a Man            |                             | Alejandro Fernández Almendras | Chili France                   |
| 2015  | Slow West                |                             | John MacLean (en)             | Royaume-Uni Nouvelle-Zélande   |
| 2016  | Tempête de sable         | סופת חול                    | Elite Zexer                   | Israël                         |
| 2017  | Le Caire confidentiel    | The Nile Hilton Incident    | Tarik Saleh                   | Suède Danemark Allemagne       |
| 2018  | Butterflies              |                             | Tolga Karaçelik               | Turquie                        |
| 2019  | The Souvenir             |                             | Joanna Hogg                   | Royaume-Uni                    |
| 2020  | Yalda, la nuit du pardon | Yalda                       | Massoud Bakhshi               | Iran                           |